# Sada Thioub
Sada Thioub (* 1. Juni 1995 in Nanterre) ist ein senegalesisch-französischer Fußballspieler, der zuletzt beim kasachischen Klub Jelimai Semei unter Vertrag stand.

## Karriere

### Verein
Thioub begann seine fußballerische Ausbildung beim SM Caen, wo er bis 2013 in der Jugend und der zweiten Mannschaft zum Einsatz kam, wobei er zweimal spielte. Im Sommer 2013 wechselte er in die Jugend des OGC Nizza, wo er in zwei Jahren außerdem sieben Tore in 36 Zweitmannschaftsspielen schoss. Am 23. Januar 2015 (22. Spieltag) debütierte er für die Profis, als er bei einem 2:1-Sieg über Olympique Marseille in der 88. Minute für Niklas Hult eingewechselt wurde. Im weiteren Saisonverlauf stand er noch insgesamt einmal auf dem Feld und zweimal im Kader von Le Gym.
Nach der Saison wechselte er zunächst zum EA Guingamp, die ihn aber direkt an den CA Bastia weiterverliehen. Für Bastia debütierte er am 7. August 2015 (1. Spieltag) bei einer 2:0-Niederlage gegen die US Orléans in der Startelf. Sein erstes Tor schoss er am 18. September 2019 (7. Spieltag) bei dem ersten Saisonsieg seines Teams gegen SR Colmar. Vier Monate später (13. Spieltag) erzielte er gegen die US Avranches zwei Treffer und eine Vorlage und war somit an allen drei Treffern und damit auch dem Sieg der Mannschaft beteiligt. Die Saison beendete er mit sechs Toren und vier Vorlagen in 28 Ligaspielen.
Nach seiner Rückkehr wurde er direkt an Olympique Nîmes verkauft ohne ein einziges Mannschaftstraining mit ON. Er debütierte am 29. Juli 2016 (1. Spieltag) beim 0:0 gegen Stade Laval. Am 27. Januar 2017 (22. Spieltag) schoss er sein erstes Tor beim 2:2 gegen Racing Straßburg. Insgesamt erzielte er in der Spielzeit 2016/17 vier Treffer in 29 Spielen. In der Folgesaison schoss er erneut vier Tore in 32 Spielen und schloss die Saison mit Nîmes auf Platz zwei ab, weshalb er mit den Krokodilen aufstieg. In seinem ersten Ligue-1-Spiel schoss er ein Tor und gab eine Vorlage und bescherte seinem Team somit den 4-Sieg gegen den SCO Angers. In der gesamten Saison spielte er in jedem Ligaspiel, erzielte drei Tore und gab drei Torvorgaben.
Im Sommer 2019 wechselte er zum Ligakonkurrenten SCO Angers, die 3½ Millionen Euro für den jungen Senegalesen bezahlten. Für Angers gab er am 31. August 2019 (4. Spieltag) sein Debüt gegen den FCO Dijon. Sein erstes Tor schoss er bei einem 1:1-Unentschieden gegen seinen Exverein gegen den OGC Nizza. Wettbewerbsübergreifend schoss er in dieser Saison drei Tore in 27 Spielen. Auch in der Saison 2020/21 war er Stammspieler und lief regelmäßig auf. In der folgenden Spielzeit kam er dann kaum noch zum Einsatz und so verlieh ihn der Verein in der Winterpause 2021/22 an Ligarivale AS Saint-Étienne. Nachdem sein Vertrag bei Angers im Sommer 2023 nicht verlängert worden war, war Thioub zunächst vereinslos, bevor er im März 2024 einen Vertrag bis Saisonende bei Jelimai Semei unterzeichnete.

### Nationalmannschaft
Thioub debütierte für die senegalesische A-Nationalmannschaft am 23. März 2019 bei einem Testspiel-Sieg gegen Madagaskar. Mit Senegal nahm er bisher an einem großen Turnier, dem Afrika-Cup 2019, teil. Danach kam er weiterhin in der Afrika-Cup-Qualifikation zum Einsatz, war aber seit November 2019 nur noch auf der Ersatzbank.

## Erfolge
Olympique Nîmes
- Aufstieg in die Ligue 1: 2018

Nationalmannschaft
- Vize-Afrika-Cup-Sieger: 2019